# 遭遇難易度ランキングTV
遭遇難易度ランキングTV（そうぐうなんいどランキングテレビ）は、テレビ朝日のクイズ単発特別番組枠『すくいず!』の中で放送された企画の一つ、企画第5弾および特別番組。

## 内容
- 毎回1つのテーマに沿って、遭遇するのが難しいものをベスト10形式のVTRで紹介する。第1回のテーマは危険生物、第2回は乗り物、第4回は近未来テクノロジーだった。
- ベスト10の一部は、実際に司会者の南海キャンディーズを始めとした芸能人がレポートした。
- スタジオでは、VTRが肝心な部分の少し手前で止まり、その続きを当てる3択クイズが出題される。クイズに正解した人はVTRの続きを見る事が出来るが、不正解者は目の前でシャッターがせり上がり見られない。
  - ただし、わずかな隙間から覗いて見たり、場合によっては山里の注意を無視して無理やり見たりする解答者もいた。
  - 回答者全員不正解で司会者と視聴者しか続きを見られなかった問題も存在した。山里はその問題を、「ゲスト要らないじゃんシステム」と称していた。

## 出演者

### 司会
- 南海キャンディーズ（山里亮太・しずちゃん）

### 解答者
- 西川史子
- 矢口真里
- 蛭子能収（第1・2回）
- 里田まい
- 北野大（第4回）
- 武田真治（第4回）

### ナレーション
- 田子千尋

## 主なスタッフ
- 構成：都築浩
- リサーチ：Vispo
- 編成：岩崎浩（テレビ朝日）
- 宣伝：蓮実理奈・曲尾有香（テレビ朝日）
- デスク：佐藤まゆみ（テレビ朝日）
- アシスタントプロデューサー：竹山知子/志波佳代子
- 制作スタッフ：大馬渡伸
- ディレクター：有馬巨人、堤俊博、小野哲司
- 演出：藤田賢城（BERMUDA）
- プロデューサー：金澤美保（テレビ朝日）/奥田創史（テレビ朝日）
- チーフプロデューサー：蓮実一隆（テレビ朝日）
- 技術協力：テイクシステムズ、共立照明、日放
- 企画協力：吉本興業（片山勝三・坪倉大輔）
- 制作協力：BERMUDA
- 制作著作：テレビ朝日

## 放送日
- 第1回（正式では第15回） - 2007年8月1日
- 第2回（正式では第16回） - 2007年8月8日
- 第3回 - 欠番（お蔵入り）[要出典]
- 第4回 - 2008年1月9日23:15 - 24:10